# デスマッチ
デスマッチ（Death Match）は、プロレスの試合形式の一種。プロレスのルールをより危険なものに変更したり、特殊なリングを使用したりするものである。

## 意義
デスマッチを行う意義は様々である。
ライバル関係にある選手同士の完全決着をつけるため
デスマッチは本来、完全決着をつけるための試合を意味し、デスマッチという単語が使われ始めたときは「時間無制限の試合」を指していた。1990年以前は、リングアウトや反則裁定などで勝敗が決着することが多かったため、ランバージャック・デスマッチ、金網デスマッチ、五寸釘デスマッチなどの場外への逃げ道を封じ、完全決着をつける方式が考え出された。ルチャリブレにおける、敗者髪切りやマスク剥ぎなどのコントラ・マッチは、広義でこのグループに含まれる。1990年代以降は、通常ルールにおいても反則やリングアウトの裁定をとらないことが多くなり、この目的でデスマッチが行われることは減少した。
スペクタクルを演出するため
FMWにおける大仁田厚対ターザン後藤戦のノーロープ有刺鉄線電流爆破デスマッチを契機に表れた意義。観客は「いつ選手が道具や凶器の餌食になるか」を主眼にして観戦する。地雷、爆弾、ガラス、画鋲、マムシ、蛍光灯、サソリなどが使われるようになる。自作の凶器を持ち込む選手もおり、有刺鉄線を巻きつけたバット、五寸釘を打ち付けたバット、鎌など、日常的に凶器を使うことでレスラーの個性とすることさえある。これらを用いて死亡事故に至った例はない。国際プロレスで行われた金網デスマッチは、完全決着にこだわらずあらゆる会場で行われ、ラッシャー木村が金網にたたきつけられて流血するのが見せ場だったため、意義的にはこちらに属する。
選手・プロレス団体の独創性を演出するため
プロレスリングFREEDOMSやCZWなどでは脚立の上から飛び技を出したり、蛍光灯や有刺鉄線を利用したプロレス技を繰り出すことで、独自性を演出している。なおハードコアマッチは、この意義をより推し進めることで編み出された試合形式であるが、日本においてはデスマッチのほうを危険度の高いルールで実施している団体がほとんどである。

## 試合形式一覧

### 完全決着型

#### ランバージャック・デスマッチ
リングの四方を対戦者以外の選手数人（観客など選手以外の場合もある）がセコンド役となって取り囲み、選手がリングから落ちた際、すぐさまリング内に押し戻す形式。転落した位置に対立関係にある選手がいた場合、転落した選手に暴行を加えることもある。カナダのきこり（ランバージャック）の喧嘩の作法が起源とされ、ランバージャック・ギミックを用いていたカナダ出身のジョー・ルダックが得意とした。WWEにおいてディーヴァ同士で行われる場合は、ランバージャック（Lumberjack）ではなく、ランバージル（Lumberjill）と呼称されている。
しかし、軍団抗争の渦中で対立関係にあるユニットの代表同士で行われた場合、ベビーフェイス陣営のレスラーがヒール陣営側の場外に転落した際に、ヒール陣営のセコンドが暴行を加える（ベビーフェイス側のセコンドは救出しようとするが蹴散らされ、乱闘に発展する）ことがあり、完全決着に至るよりも、むしろ抗争が激化してしまう恐れもある。
日本では1973年11月30日の新日本プロレスにおけるアントニオ猪木対タイガー・ジェット・シン戦が初めてこの形式で行われ、近年は主に新日本やDDTプロレスリングでしばし採用している。
2011年8月21日の天龍プロジェクトでの土方隆司&遠藤美月対TAJIRI&朱里戦では「ランバージャックで両軍リングアウト裁定」という珍事が起きている（この試合は観客ランバージャックだった）。

#### 金網デスマッチ

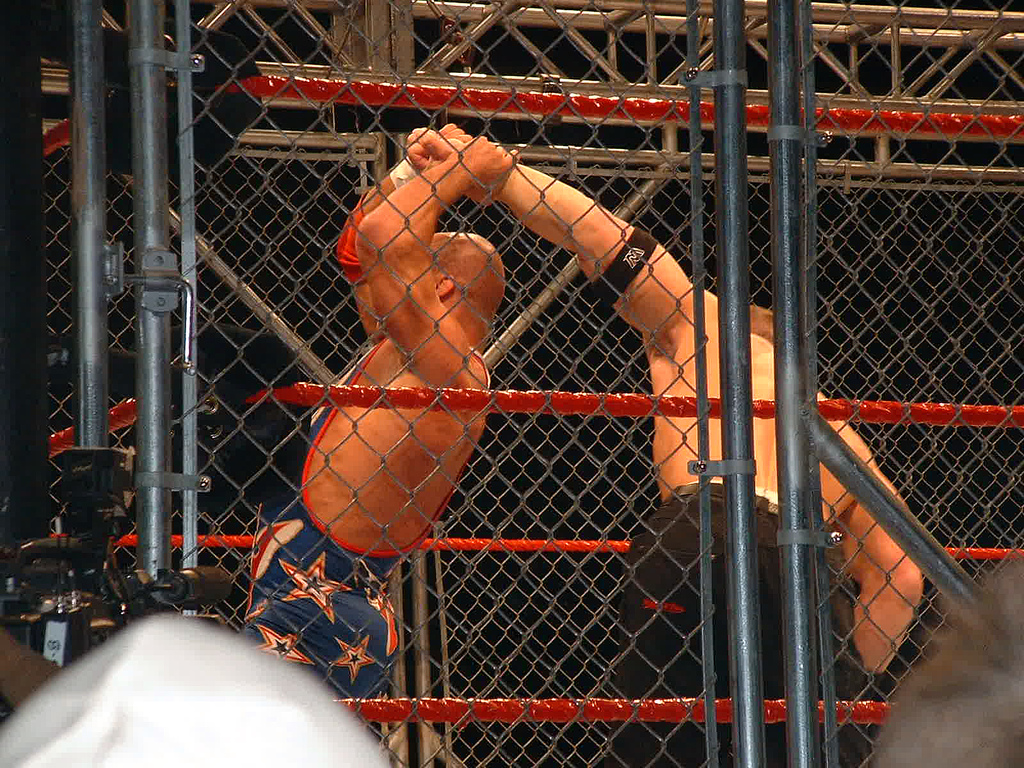
WWEで行われたカート・アングル（左）とジョン・シナ（右）による金網デスマッチ。

リングの四方をあるいは稀に上空を金網で包囲する形式。通常、日本では目の細かい金網を使用するが、米国にあっては目の粗いスチールパイプを用いることが多く、それを「スチール・ケージ・マッチ」と呼ぶ。
ルールとしては、フォールorギブアップのほか、ボクシングと同じく10カウントで勝負を決する方式、先に金網の外に脱出した方を勝者とする形式があり、北米では後者のエスケープ・ルールが一般的である。
WWEでは、天井がある「ヘル・イン・ア・セル」、複数人による時間差バトルロイヤル形式を採用した「エリミネーション・チェンバー・マッチ」、また、WCWにおいては、金網内にリングを2つ並べ、対戦チームの選手が時間差で交互にリングインする「ウォー・ゲーム」、金網上段に電流が流れる「サンダードーム・ケージ・マッチ」といった派生形が生まれた。更に新日本プロレスでは、WD用ルールの形式として、ドッグパウンドケージマッチとして派生されている。
ザ・シークが主宰していたNWAのデトロイト地区では、リング内に電話ボックス大の小型の檻を設置して、その中で戦って相手をKOし、檻から脱出した選手が勝者となる「シャーク・ケージ・マッチ」が行われた（1977年にチーフ・ジェイ・ストロンボーとブルドッグ・ドン・ケントが対戦）。
日本では国際プロレス（1970年10月8日、大阪府立体育館でのラッシャー木村対ドクター・デス戦）で初公開された。招聘予定選手（スパイロス・アリオン）の来日中止による代行カードであったが、以降、木村はこの試合形式において連勝を重ね、「金網の鬼」と評された。国際プロレスでは後述のチェーン・デスマッチやインディアン・ストラップ・マッチと併用して行われた場合もあった。TBS局内でも金網デスマッチの放送の是非が問題視されたため、木村VSデスをもって『TWWAプロレス中継』におけるデスマッチ中継を封印した。
タッグマッチ形式でも行われ、日本では1972年11月27日、国際プロレスにてディック・ザ・ブルーザー&クラッシャー・リソワスキー対ストロング小林&グレート草津戦で初公開されたが、10カウントで決着をつけるはずだったルールをブルーザーとクラッシャーが前述のエスケープ・ルールと誤認、ダウンした小林と草津を残して場外に脱出し控室に戻ってしまったため（結果は無効試合）、怒った観客が暴動を起こし機動隊が出動するという騒ぎとなった。
その後、全日本女子プロレスや平成期の新日本プロレスでも行われた。女子初の金網デスマッチは1972年3月18日、京愛子対イルマ・アセペド（別府市温泉プール）。京は1972年1月15日、翌1月16日にもプリンセス・バーラ・エニトと金網デスマッチを行った。その後、佐々木順子が金網・チェーンデスマッチにおいて両足を複雑骨折という重傷を負ったことを機に、全日本女子プロレスでは1980年代までデスマッチを封印することとなった。解禁後の1990年9月1日と11月14日にはブル中野対アジャ・コングの金網デスマッチ2連戦が敢行され、ブルが高さ4mから繰り出したダイビング・ギロチン・ドロップは日本プロレス史に残る名シーンとなっている。近年では2009年8月29日のNEO女子プロレス大阪大会におけるラス・カチョーラス・オリエンタレス対レボルシオン・アマンドラ戦のタッグマッチが「RINGSTARSベストタッグバウト賞」に選ばれている。
なお、FMWも旗揚げ直後から金網デスマッチを行おうとしたものの、旗揚げ直後のFMWは資金力に乏しく、金網ケージが高価なために製作できず諦めるが、その代わりに安価で用意できる有刺鉄線を利用したデスマッチを行うことにより人気を得た。
一時期、プロレスリングZERO-ONEにおいて、この形式を乱発していたが、選手の安全を考慮しこの形式を控えることとなった。
近年では主にDRAGONGATEで組まれている。DRAGONGATEでの形式は主に金網から「脱出する」ことを目的としており、その年によって脱出の条件が変わる。負け残った選手やユニットに何らかのペナルティが行われることが定番となっている。
後に金網ケージは完全決着のために総合格闘技のUFCにも応用され、総合格闘技の競技場として主流となっている。

#### インディアン・ストラップ・マッチ
両者の腕を皮製の紐でつないで試合を行う形式。紐は相手の首に巻きつけるなど凶器となることもある。1973年、国際プロレスのリングでインディアンのワフー・マクダニエルが日本に初公開。弱らせた相手を引きずって全コーナーにタッチしながら1周した方が勝者となるルールであった。
近年では通常のフォールやギブアップなどでも決着する方式となり、2010年に大日本プロレスでの宮本裕向対木高イサミのデスマッチヘビー級選手権試合、2017年に新日本プロレスで鈴木みのる対矢野通のNEVER無差別級選手権試合がこの試合形式で行われ、いずれも3カウントフォールで決着している。一方、2023年7月2日にスターダムにて行われた、安納サオリとなつぽいの試合は「相手をフォールした後4つのコーナーをタッチして一周」というオリジナルに近いルールで対戦した。

##### 派生型
皮紐の代わりに鎖やブルロープを使う各種派生型も生まれた。ルールは基本的にはインディアン・ストラップ・マッチと同じで、相手を引きずって1周すれば勝ちとなる。

###### チェーン・デスマッチ
対戦相手同士の手首を鎖でつないで闘う形式のデスマッチ。チェーンを拳に巻き付け相手を殴打することも可能。国際プロレスでは前述の金網デスマッチと併用して行われたこともあった。ボリス・マレンコ、アレックス・スミルノフ、イワン・コロフ、ニキタ・コロフなどロシア系ギミックのレスラーが得意とし、「ロシアン・チェーン・マッチ」とも呼ばれた。手首ではなく、互いの首に犬用の首輪を付けて行うチェーン・マッチは「ドッグ・カラー・マッチ」と呼ばれ、ジャンクヤード・ドッグやマッドドッグ・バズ・ソイヤーらが十八番にしていた。

###### ブルロープ・デスマッチ
お互いの手首にブルロープ（荒縄）を付けて闘う。当初は普通のブルロープであったが、ダスティ・ローデスによってロープ中央にカウベル（鉄製の鐘）を取り付けるというアイデアが考案された。これによって、ロープで相手の首を絞めるだけでなくカウベルで相手の脳天を痛打することも可能になった。「テキサス・ブルロープ・マッチ」とも呼ばれ、カウボーイ・ギミックのロン・バスやスタン・ハンセンも得意とした。また、FMWでターザン後藤と鶴見五郎が闘った際には、ロープに有刺鉄線を取り付けたりもした。

###### ハンドカフ・マッチ
チェーンやブルロープではなく、手錠を付けて行う。そのため行動範囲がかなり狭くなる。

###### ゴムチューブ・デスマッチ
チェーンやブルロープ、手錠ではなく、ゴムチューブを付けて行う。IWA・JAPANで考案されたもので、UMA軍団とプロレスリング・ノアの抗争においてゴム人間がこのルールで戦った。

#### 骨折デスマッチ
相手の腕か足の骨を折るまで試合を続けるという危険極まりないデスマッチ。キラー・ティム・ブルックスとボブ・ホワイトの間で一度だけ行われた。

#### ストリート・ファイト・マッチ
文字通りストリートファイトの如く、私服で殴り合う。大仁田厚時代のFMWで「ブラスナックル選手権」と呼ばれるストリートファイトルールの王座が置かれていた。女子プロレスでは「ドレスアップ・ワイルド・ファイト」と呼ばれる(JWP命名)。W★INGプロモーションの「バンクハウス・デスマッチ」も同義。試合自体はリングおよび場外で行い、路上プロレスとは別である。
ストリートファイト・エニウェアフォール・デスマッチの場合、場外などリング以外の場所でも3カウントを取ることができる。こちらは2008年12月22日、新日本プロレスでの外道対星野勘太郎戦でも採用された。

#### キング・オブ・デストロイヤー・マッチ
2014年1月4日の新日本プロレス東京ドーム大会にて真壁刀義とバッドラック・ファレの間で行われたデスマッチ。基本のフォールに加え反則裁定や場外カウントによるリングアウト決着を除外し、KOもしくはギブアップによって戦闘不能になった時点で決着となるデスマッチ。
場外戦になっても、場外カウントは数えられない上、リング上でも相手が倒れた際にフォール勝ちを狙うことも出来ない。そのため、関節技や絞め技でギブアップを狙うか、絶えず強い攻撃を与え、持ち技を数十回以上使って攻撃しないと勝ちにはならない。

#### テキサス・デスマッチ
10カウントノックアウトとギブアップのみで勝敗が決まる、反則裁定なしのデスマッチ。どこで決着をつけても良く、レフェリーに加えサブレフェリーを設けて行われる。
国際プロレスでは、1974年7月1日にグレート草津 VS ザ・キラー戦がチェーン・デスマッチとの併用で行われた他、1978年10月13日のラッシャー木村対オックス・ベーカー戦の「デスマッチ3番勝負」最終戦（IWA世界ヘビー級選手権試合として開催）でも行われている。
全日本プロレスでは、1975年7月25日、日大講堂でのサマー・アクション・シリーズ最終戦において、フリッツ・フォン・エリック対ジャイアント馬場の特別試合がこの形式で行われ、馬場がエリックをノックアウトして勝利を収めた。
新日本プロレスでは、2020年1月4日の東京ドーム大会において、ランス・アーチャー対ジョン・モクスリー戦（IWGP USヘビー級選手権試合として開催）がこの形式で行われた。

### ノーロープ・マッチ
リング上のロープを全て外し完全に無法地帯する形式であり、ロープワークやコーナーからの飛び技、さらにはロープエスケープが実質的に無効化され、なおかつ場外転落の危険性が高まる。
1987年4月27日の新日本プロレス両国国技館大会でのアントニオ猪木対マサ斎藤戦は試合開始20分過ぎに両者がロープを外して、途中からこの試合形式となった。

### 敗者制裁型

#### 敗者追放デスマッチ
かつてNWAが健在であった時代によく行われ、今ではメキシコにおいて頻繁に行われている試合形式。敗者はそのテリトリー（例えばテキサス州のダラス地区）を追放となる。「敗者は街を去る」ということから、ルーザー・リーブス・タウン・マッチ (Loser Leaves Town Match) ともいう。試合そのものは、通常のプロレスルールで行われたり、他のデスマッチと複合する場合がある。あるテリトリーのトップ選手が、その地を離れ別のテリトリーに移る場合、この形式で敗戦することで送り出され、その試合の勝者が次のトップ選手になることが多かった。
WWEでは、故障を抱えた選手の長期欠場が決まった時に、欠場の理由付けを目的にアングルとして敗者を解雇する形式の試合が行われることがある。本当に退団したり他団体に移籍したりする場合もこれに連動させることがあるが、ダスティ・ローデスが扮したミッドナイト・ライダーやジミー・バリアントが扮したチャーリー・ブラウンのように、正体が丸分かりの覆面レスラーとして参戦し続け、いつの間にか元のキャラクターで復帰する場合も多々ある。
メキシコでは、かつてのCMLLでは厳密に守られていたが、AAAの台頭後はなし崩しになり、他国と同じような状況にある。復帰する場合にも一定期間経過するか、別のマスクを被って別のリングネームを名乗ったりなどする。
日本では、主に他団体・フリーなど外敵が絡む試合において、敗者をプロレス団体から締め出す形式で行われることがある。特に外敵との抗争を売りにしていたNEO女子プロレスでしばし行われていた。西千明&アキュート冴の「反NEOマシンガンズ同盟」はシングル対決で西が敗れるが、試合後「打倒NEOマシンガンズ」を誓い反故にされ、NEOマシンガンズとのタッグマッチに敗れ「永久追放」とされるも、署名活動などで復帰している。一方で江本敦子は、NEO追放後、引退に至った。
2023年2月11日には、新日本プロレスにおいてヒクレオとジェイ・ホワイトの間で「ルーザーリーブ・ジャパンマッチ」が行われ、敗れたジェイは日本追放となり、さらに、2月19日のアメリカ・サンノゼ大会にてエディ・キングストンとの「ルーザーリーブ・ニュージャパンマッチ」にも敗れ、新日本からも追放された。
また、2011年12月11日のみちのくプロレス後楽園ホール大会「宇宙大戦争」でザ・グレート・サスケ&大仁田厚VS佐藤秀&佐藤恵（佐藤兄弟）の「ノーロープ有刺鉄線・敗者岩手追放デスマッチ」が行われ、敗れた佐藤兄弟は2012年1月14日矢巾町総合体育館大会よりみちのくの本拠たる岩手県の興行に出場禁止となったが、これがきっかけとなりリングネームをみちのく以外で名乗っていたバラモン・シュウ、バラモン・ケイに統一して岩手県内の大会に参戦している。
なお、DDTプロレスリングでは主に地方大会でルーザー・リーブ・タウン・マッチと銘打たれた試合が行われることがあるが、この場合は団体からの追放を賭けた試合ではなく言葉の意味通り敗者は街を去らなければならない、即ち敗者は宿泊することなく即座に帰宅を命じられる試合形式として行われる。2012年10月8日に札幌テイセンホール大会で男色ディーノ対DJニラ戦で行われたルーザー・リーブ・タウン・マッチでは、試合の決着がつかなかった場合は松井幸則レフェリーが帰宅を命じられるルールであり、試合は松井レフェリーの介入により、ディーノが勝利した。

#### 髪切りデスマッチ
「髪切りデスマッチ」とは、負けた選手が勝った選手の手によって髪の毛を切られ、丸坊主にされる形式のデスマッチである。

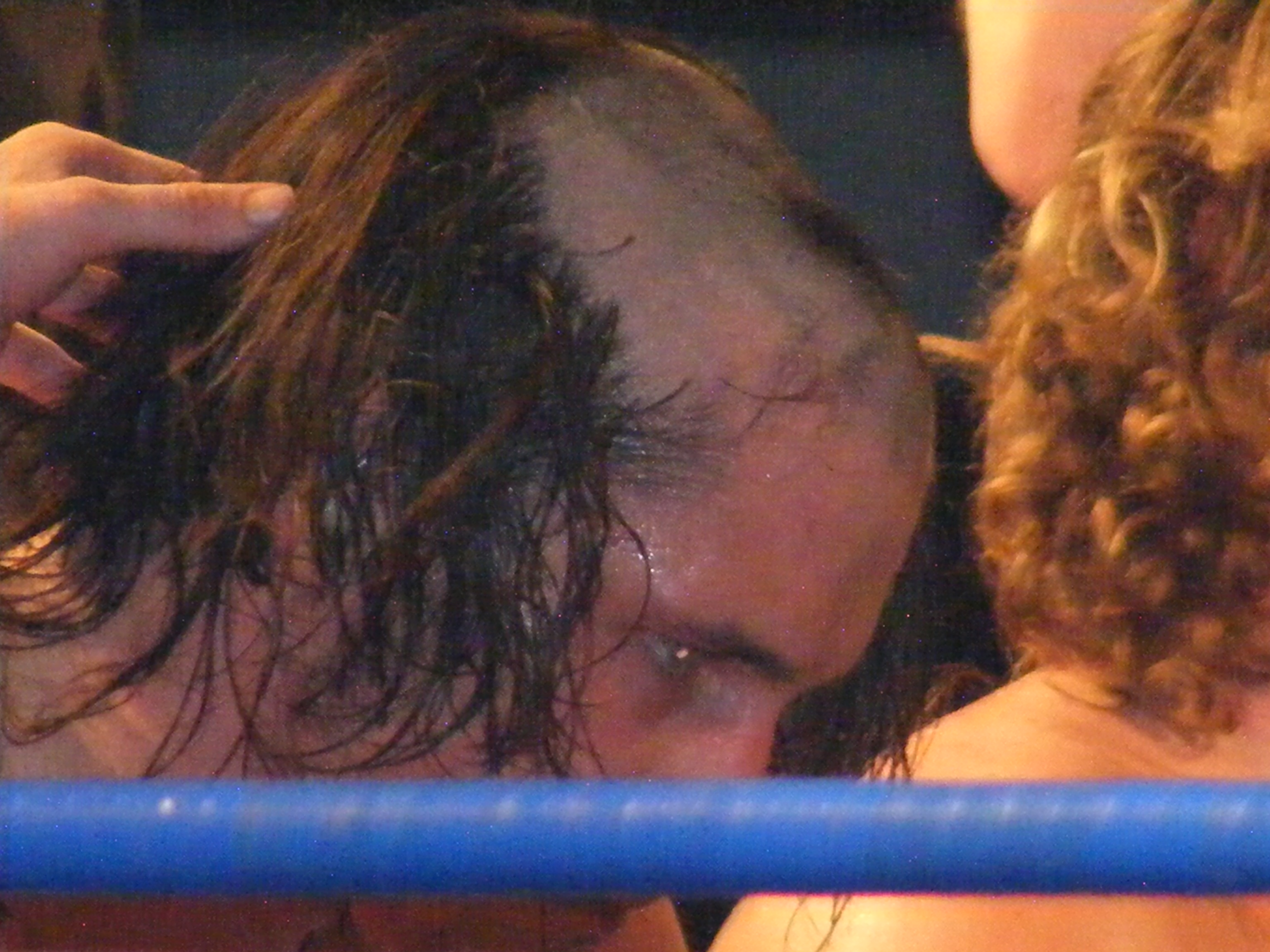
髪切りデスマッチ

英語では「ヘアバンド・マッチ」、メキシコスペイン語では「カベジェラ・コントラ・カベジェラ」(Cabellera Contra Cabellera)と呼ばれる。またデスマッチ形式の性質上「敗者髪切りデスマッチ」とも呼ばれ、更に簡略化して「髪切りマッチ」、もしくは「敗者髪切りマッチ」とも呼ばれる。メキシコでは髪と覆面を賭けて戦う「カベジェラ・コントラ・マスカラ」という形式もある。日本とメキシコでよく行われ、対立する選手同士の完全決着戦において頻繁に採用されている。
日本では国際プロレスが1969年4月20日に行われたサンダー杉山&ラッシャー木村対タンク・モーガン&スタン・スタージャック戦とのTWWA世界タッグ選手権試合で初公開された。このように男子の試合でも行われる事があるが、男子よりも女子の試合で行われる頻度が高い。女子にとって髪は「女の命」であり、その「命」を衆人環視の中で切られる羞恥心が男よりも遙かに強く、残酷さが高まるからである。
特に有名なのは長与千種とダンプ松本の抗争において行われたもので、2度行われ1勝1敗となり、双方ともに髪を切られている。1985年（昭和60年）8月28日に行われた1回目は、「選手が場外へ出て20カウントを数えたら、選手を場外からリングへ戻す」という簡易ランバージャック・デスマッチとの併用で行われた。ダンプ松本による長与千種への凶器攻撃の苛烈さや流血の激しさ、そしてダンプによる長与へのバリカンでの「髪切り」の過酷さなどそのあまりの過激さから、放送していたフジテレビや系列局に抗議が殺到。関西テレビが『全日本女子プロレス中継』のネットを打ち切る遠因ともなった。この対戦が大きな反響を呼んだことから、その後女子における髪切りデスマッチが恒例化した。
その後、尾崎魔弓は2度も髪切りマッチに挑み、2度とも敗れ、2度も坊主にされている。
また、バトルロイヤルの変則方式として、最終的に最後まで負け残った選手が罰として髪を切られるルールでも行われたことがあり、ジャパン女子プロレスではダーティー大和が坊主にされている。
2010年9月19日のJWP女子プロレス新宿FACE大会で行われたJWP認定無差別級選手権試合・米山香織（王者）対さくらえみ（挑戦者）戦では、米山が掲げる「米山革命」を後押ししようと親友であるさくらが提案したものであり、「遺恨なき髪切りマッチ」といわれ、試合としては高評価を得たが、興行面では逆に「JWPの営業努力の脆弱性から髪切りマッチに発展した」との声も上がり、同日同時間帯に後楽園ホールを満員にした大日本プロレスとの差を露呈する格好にもなっている。
変則的な試合として、2007年4月1日のWWE主催Wrestlemania23（ミシガン州デトロイト大会）において行われたボビー・ラシュリー vs ウマガ戦では、「Battle of the Billionaires(億万長者対決)」と題し、ラシュリーがドナルド・トランプ（後の第45・47代合衆国大統領）の、ウマガがビンス・マクマホン（WWE会長兼CEO）の代理人として戦い、負けた選手のマネージャーが坊主になるという試合が行われた（勝者はトランプ側のラシュリー、よってビンスは丸坊主どころか、悪ノリしたトランプとストーン・コールド・スティーブ・オースチンによってシェービングクリームを使ってツルッパゲにされた）。

#### マスク剥ぎデスマッチ
覆面レスラー同士が完全決着をつける場合にしばしば行われる形式のデスマッチ。敗者はマスクを剥がされ正体を晒す。スペイン語ではマスカラ・コントラ・マスカラと呼ばれる。

#### ドッグケージ・デスマッチ
対戦相手をドッグケージに入れ施錠し、完全に閉じ込めた方が勝者となる。2022年2月20日の新日本プロレス北海きたえーる大会にて行われたKOPW争奪戦・鈴木みのる対矢野通戦で採用された他、同年7月5日の新日本プロレス後楽園ホール大会で行われた矢野とディック東郷のシングルマッチでも採用された。

### 特殊リング使用型

#### 有刺鉄線デスマッチ
起源はプエルトリコで最初に行われたことから命名された「カリビアン・バーブドワイヤー・デスマッチ」。ロープの上に有刺鉄線を巻く。この方が、ノーロープ時よりロープの弾力がある分とげが深く刺さるという。
その後ロープの代わりに鉄線を巻く「ノーロープ有刺鉄線デスマッチ」、鉄線を敷きつめた板をコーナーや場外に設置する方式、鉄線を巻いたバットを公認凶器とする方式など、多種多様。大仁田厚はこれを改修し、有刺鉄線に触れると爆発を起こす「ノーロープ有刺鉄線電流爆破デスマッチ」に昇華させた。
大日本プロレスでは旗揚げ当初、他団体との差別化を図るため「バラ線」と呼んでいたが、いつしか「有刺鉄線」で統一されるようになった。

#### 電流爆破デスマッチ
大仁田厚がFMWで開発したスタイルの試合で、有刺鉄線に電流を流し、なおかつ小型爆弾を設置する。電流はダメージを与えることが目的ではなく、接触を検知し小型爆弾を爆発させるためのものである。視覚面と音響面でインパクトが強いため、1990年代には盛んに行われた。初めての試合は1990年8月4日に大仁田とターザン後藤が汐留で対戦したノーロープ有刺鉄線電流爆破マッチで、この試合は同年のプロレス大賞年間最高試合に選ばれている。その後、以下のような各種派生型も生まれた。
- 有刺鉄線バリケードマット地雷爆破デスマッチ
  - 大仁田とミスター・ポーゴが対戦した形式
  - リングサイドに有刺鉄線を絡みつかせた板を敷き詰め、地雷の要領で、その上に振動で爆発する大型の爆弾を設置したデスマッチ
- 有刺鉄線電流地雷監獄リング時限爆弾デスマッチ
  - ロープを張った状態で金網に加え2面に有刺鉄線電流爆破、そしてもう2面に地雷を設置した有刺鉄線ボードをエプロンに設置
  - 試合開始から12分経つと電源が入り、15分経つとリングサイドの時限爆弾が爆発する
- ノーロープ有刺鉄線電流爆破超大型時限爆弾デスマッチ
  - 大仁田厚対テリー・ファンク戦、大仁田厚対ハヤブサ戦(その際は、有刺鉄線金網を併用。1991.9.23大仁田厚対ターザン後藤で使用したもの。)で採用
  - 決まった時間に爆発する超大型時限爆弾をリングサイドに設置
- 水中機雷爆破デスマッチ
  - 神宮プールで開催
  - プール中央にリングを設置し、機雷の要領で、選手が水に落ちると水中に仕掛けられた爆弾が爆発する

最も一般的な形式は、通常のリングにロープの代わりとして有刺鉄線を巻いた「ノーロープ有刺鉄線電流爆破デスマッチ」である。が、地雷爆破デスマッチを兼ねる場合は、そちらとの兼ね合いも含めて4面のいずれかを開放することがある。消防法の規定により屋内で使用できる火薬に制限があるため、通常は屋外で行われるが、火薬の量を減らした上で屋内で行われる場合もある。視覚面のインパクトは弱まるが、会場によっては反響により音響面のインパクトがより増す場合がある。また、火薬使用量の制限を解決するため、有刺鉄線バットに爆弾と電流を仕込んで使用する「電流爆破バット」も開発された。
AEW、I.W.A.JAPAN、新日本プロレス、SPWFなどの団体でも開催されている。一時期「大仁田が電流爆破デスマッチのリングを含む装備に関して特許を出願して認められたため大仁田の許可なしでは行えない」といわれていたが、実際には特許が認められていなかったので、大仁田が関係しない団体でも行うことができた（実際は実用新案権取得（2000年9月29日に権利消滅））。しかし、2019年には大仁田により「電流爆破」が商標として登録され（第6211879号）、他団体は名称を改めるなどした。
大仁田が第一線から退いていたこともあり2003年9月を最後に電流爆破デスマッチは行われなくなったが、2012年8月26日に大仁田対曙戦で「ノーロープ有刺鉄線バリケードマットダブルヘルメガトン電流爆破デスマッチ」と称して9年ぶりに復活した。その後大仁田は2015年に電流爆破をメインとする「超花火プロレス」を立ち上げ、同興行では電流爆破専用のベルト「爆破王」も創設。更に大仁田が2023年にアジアタッグ王座をヨシタツとのタッグで獲得した際には、防衛戦の全てを電流爆破ルールで行った。一方で、2014年のワールド女子プロレス・ディアナ川崎市体育館ラストマッチにて井上京子 vs 堀田祐美子戦で大仁田の許可を得た上で女子では1997年の工藤めぐみ引退試合以来17年ぶりとなる電流爆破を決行した。2018年にはスターダムやアイスリボンでも電流爆破が組まれている。
なお、電流爆破は【衝撃を感知して爆発する】という説明がなされているが、実際は目視による遠隔操作で人為的に爆発させている。このため、電流爆破全盛期の頃から、選手が突っ込んだタイミングと爆発のタイミングが合わないことがままあった。また、後期の電流爆破では爆薬の種類が変更され、被爆した選手の体への負担が軽減される様工夫されている。このため、2000年代の電流爆破デスマッチでは初期のFMWの頃のように爆破で皮膚がざっくり切れることは少なくなった。

#### 地雷爆破デスマッチ
FMWで行われていた試合形式。リングサイドに地雷を接着し、有刺鉄線を巻き付けた「地雷バリケードマット」を設置し、選手が落ちるなどの衝撃を与えると爆発する仕様。
地面で爆発するため、床を損傷させる恐れがある屋内では行われることは極めて少ないが、大仁田 vs サスケ戦など、屋内大会でもこの形式が採用されたことがある。
電流爆破デスマッチと併載されることが多かった。

#### ファイヤー・デスマッチ

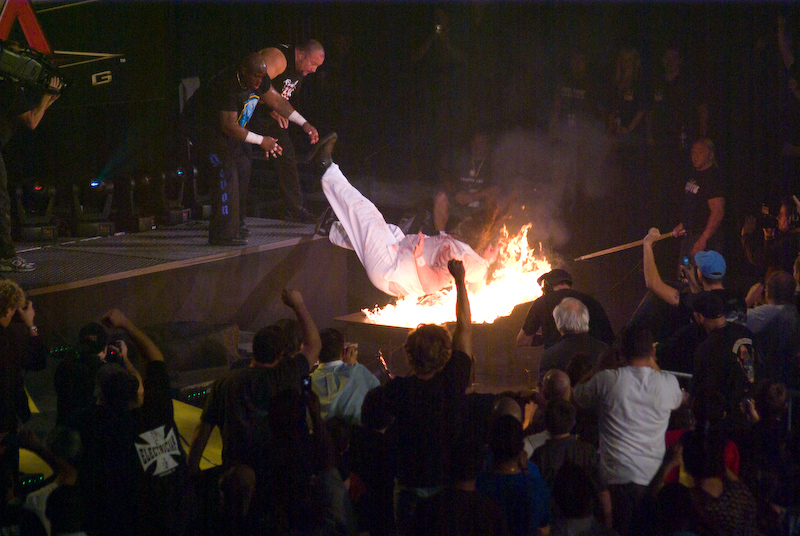
ファイヤー・デスマッチ

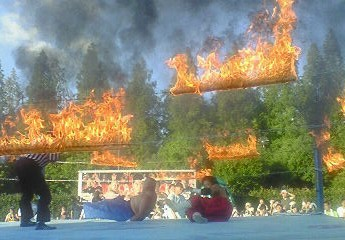
大日本プロレスで行われたファイヤー・デスマッチ。

火を使ったデスマッチである。日本では1992年5月6日にFMW・三田のニチイ三田店駐車場特設リング大会で初めて行われたが、事前の火力の確認等を行わなかったため、予想以上に火の勢いが強くなり試合開始1分ほどで試合続行が不可能になった（火によって上昇気流が起き、リング上が酸欠状態に陥ったため。記録上は4分31秒での無効試合）。試合中止直後リングから脱出した大仁田厚は酸欠で意識を失い、ぎりぎりまでリング上で粘ったザ・シークは大やけどを負い入院した。
W★INGにあっては、リングサイドにガスバーナーと熱せられた鉄板を置き、四面のコーナーポストから時限式に火花が発生するというスタイルで、人間焼肉デスマッチの名称で、松永光弘とミスター・ポーゴの間にて行われている。また、同じくW★INGにて点火した松明をスタンドに固定し四方に囲み、松明を凶器にも使用できる「プエルトリコ式ファイヤーデスマッチ」も開催されている。
1993年、W★INGで行われたスクランブル・ファイヤーデスマッチでは、金村キンタロー（当時は「金村ゆきひろ」）が、試合中に自分のコスチュームに染み込んだ油が引火し、大やけどを負った。
最近は、ノーロープ有刺鉄線＋ダブルヘル形式を取り、有刺鉄線に灯油がしみ込んだ布を巻きつけ、試合開始から5分毎に片面ずつ点火するというスタイルを取っている。
また、2006年10月1日の大日本プロレス晴海大会のファイヤーデスマッチでは、MEN'Sテイオーが殺虫剤スプレーに火をつけて火炎放射器にし、沼澤邪鬼を追い回した。テイオーが会場実況を勤める666のクレイジーSKBも、会場・形式を問わず、同じことをしている。
ファイヤー・デスマッチの一種にWWEで行われる「インフェルノ・マッチ」があり、四方のエプロンに設置されたガス管から上がる炎で相手を燃やした方が勝ちという形式で行われるもの。

#### 画鋲デスマッチ

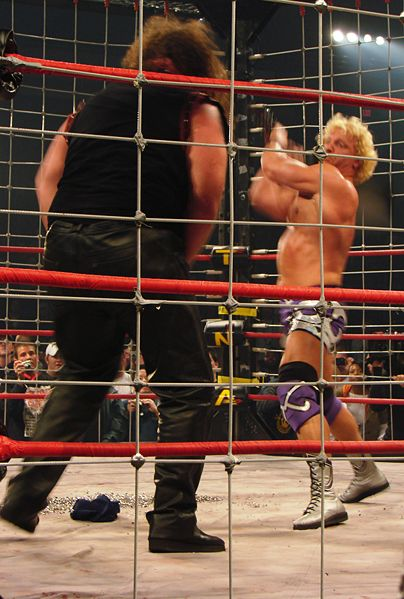
画鋲デスマッチ

I.W.A.JAPANで盛んに行われた試合形式。同団体に来日したカクタス・ジャックが持ち込んだ。画鋲を敷き詰めた箱をリングに設置し、中に落とし合う。中牧昭二や小野浩志が得意とし、頭に刺さった画鋲がキラキラ光る凄惨な姿となる。加えてリングシューズにも刺さるため、足元が滑りやすくなる（これを防止するため、裸足で行う場合もあるが、当然、足に刺さり、ダメージとなる）。日本の大日本プロレスや米国のコンバット・ゾーン・レスリング・IWAミッドサウスにおけるデスマッチでも定番の小道具となった。IWAミッドサウスではクイーン・オブ・ザ・デスマッチを主舞台に女子選手らによる使用も行われている。
また、これを発展させた形式として、剣山を用いたデスマッチも存在する。主に100円ショップで売っている小さい物が使われる。佐々木貴はこの剣山デスマッチで試合中に頭上に剣山が刺さり抜けなくなる事態に見舞われている。

#### 五寸釘デスマッチ（釘板デスマッチ）
釘が突き出た板を、エプロンや場外に敷きつめる、もしくは長方形のボードを使用する方式。1978年のアントニオ猪木対上田馬之助戦や、1992年にW★INGプロモーションで行われた松永光弘対レザーフェイス戦が有名。前者は釘の上に落とそうとする動きはあったものの、結局どちらも落ちることはなかったのに対し、後者は松永が釘の上に背中から転落しKO負けを食らった。W★INGの過激デスマッチ路線の嚆矢となった。
釘の密度が低いと選手に突き刺さり危険なので、荷重を分散させるためびっしりとボードに敷き詰められる。但し釘を大量に使うため、ボードの総重量が重くなる。

#### カミソリボード・デスマッチ

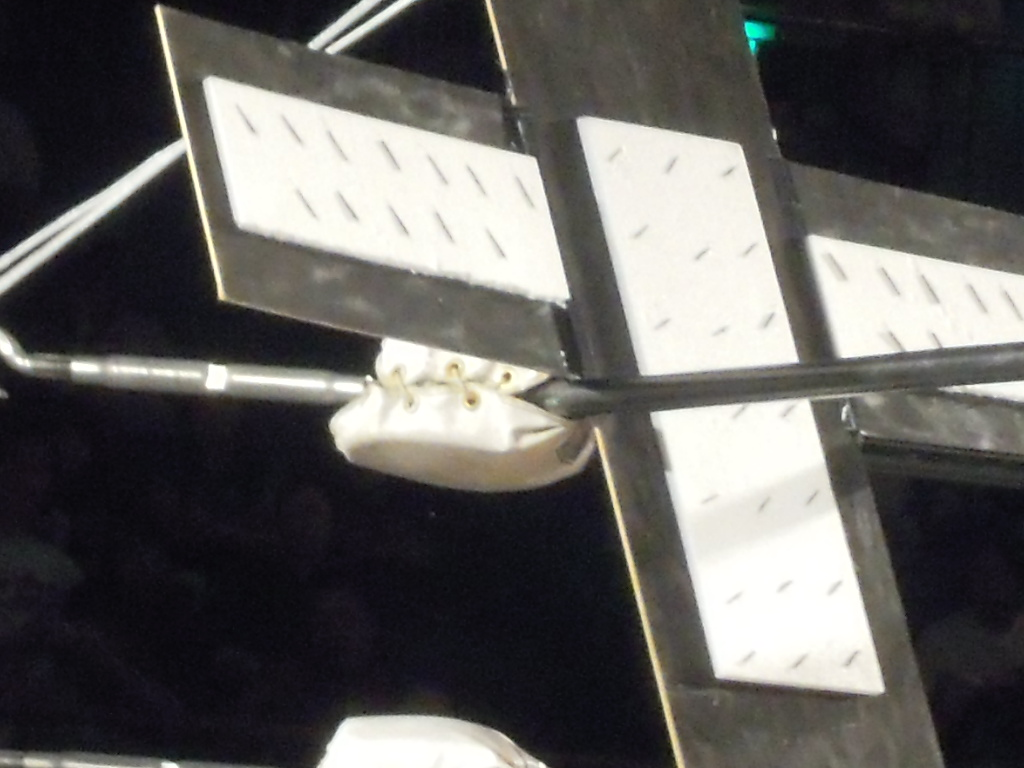
カミソリ十字架ボード

有刺鉄線ボードとさほど変わらない大きさのボードにカミソリを取り付け、エプロンに置く方式。
過去に、この形式のデスマッチを考案した者はいたものの危険度の高さから実現には至らなかったが、2005年6月8日大日本プロレス横浜文化体育館大会の"黒天使"沼澤邪鬼対葛西純戦（デスマッチ7番勝負第6戦）にて初登場。その後はMASADAや伊東竜二、竹田誠志もこれを経験し、伊東対葛西戦に至っては、この形式でプロレス大賞ベストバウトを受賞している。
2007年にはドイツでサムタック・ジャックとドレイク・ヤンガーがこれの亜種といえる『カミソリ椅子』―すなわちカミソリの刃を装着した椅子を用いたデスマッチを行っている。また、竹田誠志はカミソリをピザピールに取り付けることでボードを小型化した。

#### 蛍光灯デスマッチ

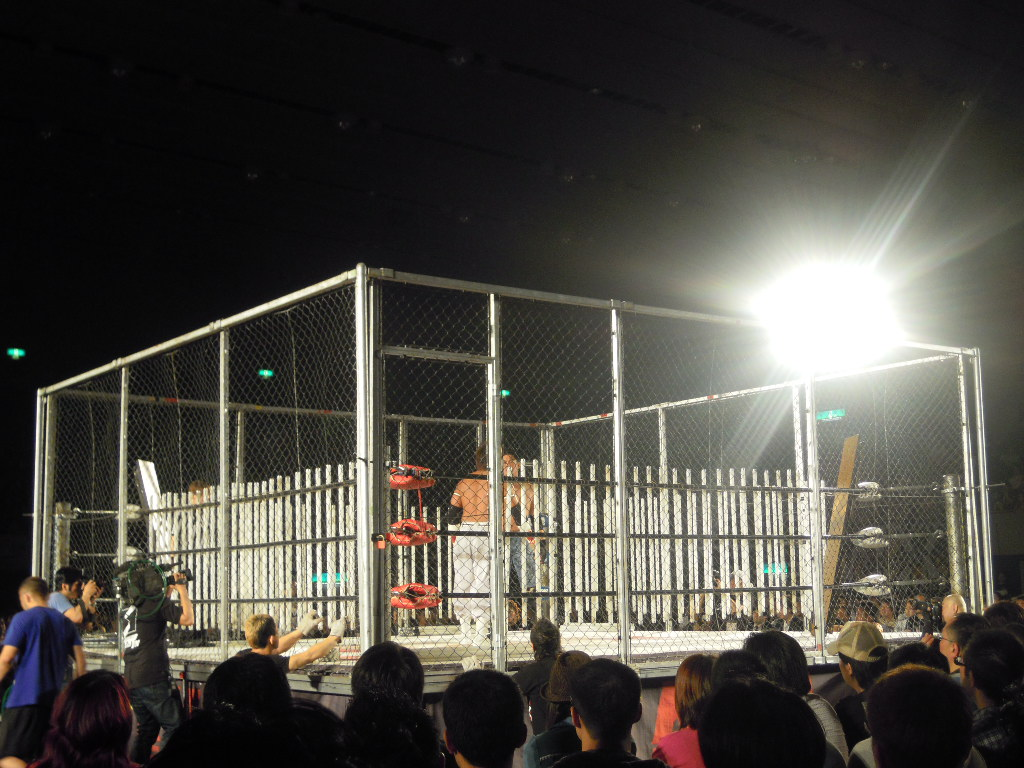
大日本プロレスでの 金網・蛍光灯200本デスマッチ 宮本裕向対伊東竜二
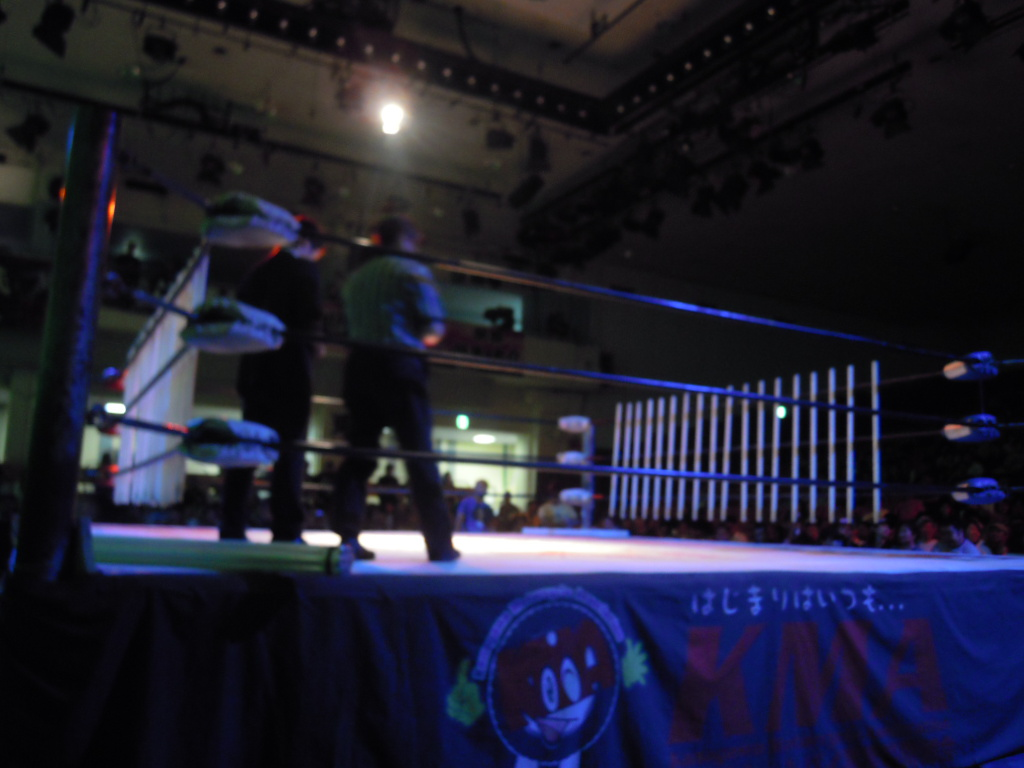
蛍光灯デスマッチ 試合開始前
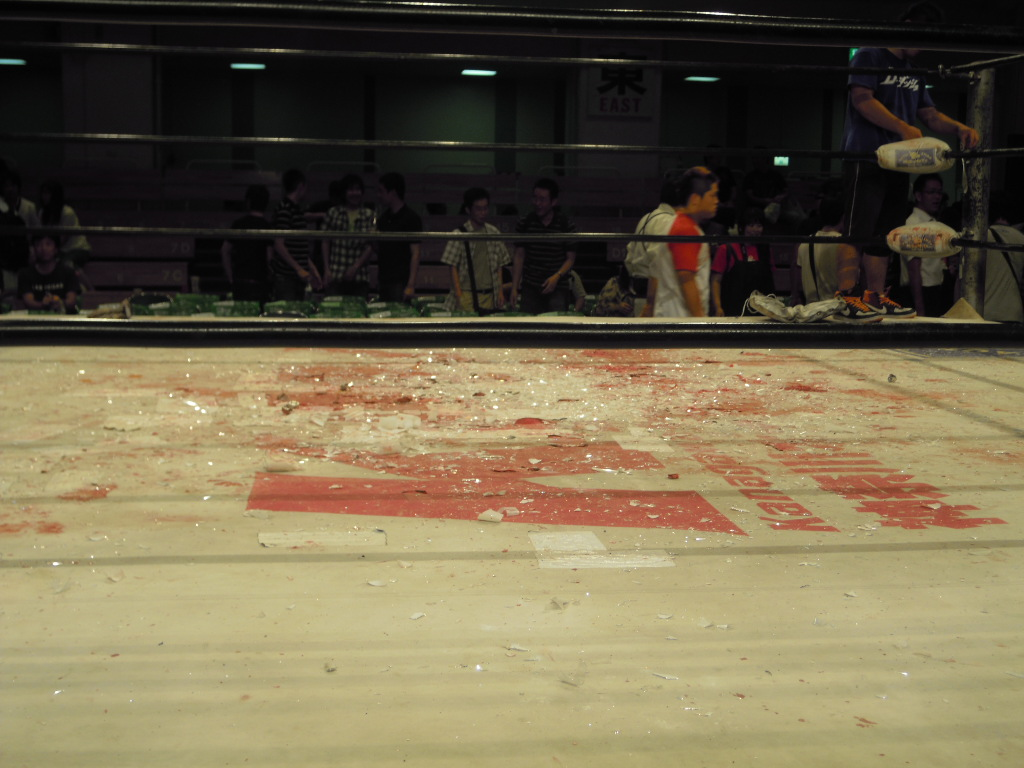
蛍光灯デスマッチ 試合後

ロープに蛍光灯をくくりつけた状況で行う試合形式。
1997年4月1日・大日本プロレス後楽園大会「月光闇討ち電撃殺人器スパークデンジャラスボード四面楚歌デスマッチ」松永光弘&ターザン後藤対中牧昭二&山川竜司戦で使われた「電撃殺人器」が蛍光灯を使った照明器具で、松永はこの形式を発端として蛍光灯を使用した形式を次々と考案。その後、大日本に所属していた本間朋晃がグレードアップさせたことにより、その後は大日本の名物として日常的に行われるようになった。また大日本に参戦していた佐々木貴・葛西純が所属するプロレスリングFREEDOMSでも定期的に行われている。2015年には女子のアイスリボンで行われようとしたが、多くの反対意見がアイス・大日本双方から噴出し、最終的に却下されている（詳細は後述）。
当初は5本から6本をくっ付けた「蛍光灯ボード」を2枚〜3枚用意するものであったが（この形式はのちに「蛍光灯ボード」と呼称される）、2000年台以降は主に輪ゴムでリングロープに括りつける方式を取っている。1面に20～25本程度くくりつけるが、本数が増えるごとにくくりつける面積や面数を増やし、300本仕様などではさらにキャンバスへ蛍光灯を敷き詰めることもある。これに加えて選手が蛍光灯を束や簾にして持ち込んだり、セコンドが投入したり、時には開催地や開催日・季節をテーマにした各種オブジェ（タワー・観覧車・神社の鳥居・神輿など）に組み立てたりするが、いずれも最終的には破壊される。
キャンバスに敷き詰められた蛍光灯は選手が踏みつけたり、ロックアップしたりするだけで割れてしまう。破片が大量に散乱するので、試合が進むに連れて受け身でもダメージになる。破片は客席にも飛び散るので、特に最前列付近の観客も観戦に注意が必要である。
大日本が使用している蛍光灯は、直径3cm・長さ120cm（主に業務用の40Wクラス）で破片が細かく粉々になりやすい廃品のものを使用しており、この試合のために廃品の蛍光灯を大量に送ってくるファンもいる。試合によってはライトセーバーの要領で点灯させた新品を使用する場合もある。
なお会場の床などに傷がつく恐れから、大相撲本場所開催会場でもある国技館・大阪府立体育会館（第一・第二とも）や、かつての川崎市体育館など、蛍光灯デスマッチを規制する会場も少なくない。また、"黒天使"沼澤邪鬼がマッドマン・ポンドとのシングルマッチで、櫓に組んだ蛍光灯が肝臓に刺さる大怪我を負うなどの事故が発生した例もある。

#### 月光闇討ちデスマッチ
場内の照明を非常灯以外全て消して行われる形式。場外乱闘が何処で起こっているかわからないので、観客が恐怖を味わう。
松永光弘 対 フレディ・クルーガー戦は、明かりがついた瞬間、後楽園ホールのバルコニーから松永が首吊りにされているという衝撃的な結末だった。
このルールを含んだ「月光闇討ち蛍光灯デスマッチ」というものもある。この場合、リング内に数本の蛍光灯を点灯させたボードが使われるが、破壊された場合は闇のままである。
桂スタジオなど試合会場によっては非常灯も消えるので何も見えなくなってしまう。
2012年10月31日のアイスリボンでの松本都 対 星ハム子戦は「崖のふち式月光闇討ちデスマッチ」と呼ばれ、暗い間はレフェリーが特に危険と判断したもの以外すべての攻撃が認められたルールとなった。

#### 建築現場デスマッチ

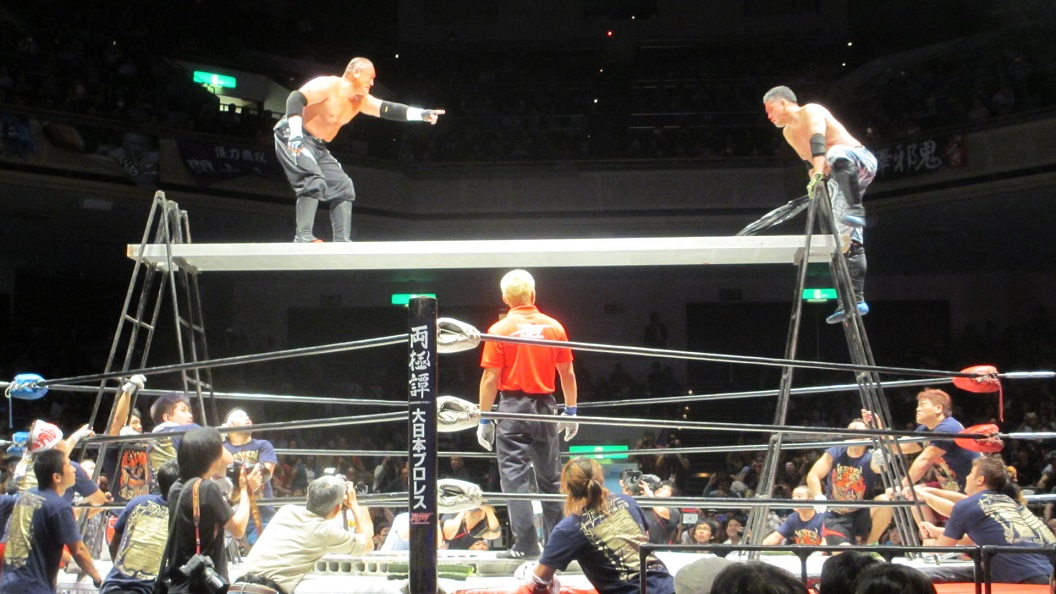
建築現場デスマッチ

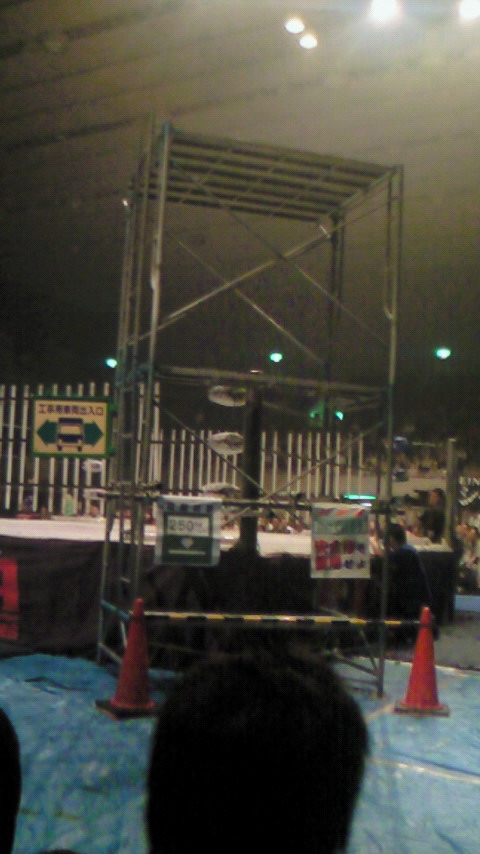
建築現場デスマッチの派生として宮本裕向が考案した立体足場デスマッチ。

両脇をハシゴで支えられた足場がリングに設置された状態で行う試合形式。アメリカでは「スキャフォールド（足場）・マッチ」と呼称され、足場から落ちたら敗北となるルールで行われることもある。
1980年代から当時のNWAジム・クロケット・プロモーションズなどで行われており、1986年11月27日開催の『スターケード'86』におけるロード・ウォリアーズ（ホーク&アニマル）対ミッドナイト・エクスプレス（ボビー・イートン&デニス・コンドリー）戦などが知られる。日本人選手では宮本裕向がこれを得意としている。W★INGプロモーションでもかつて「スキャッフル・マッチ」という名称で、足場の代わりにアームを延ばした高所作業車のデッキ上で試合を行い、デッキから相手を落とした方が勝ちという試合形式を行っている。

#### 薔薇千本デスマッチ
ユニオンプロレスで行われていた試合形式。大量の薔薇の花（棘付き）をボードや椅子などの凶器に巻きつけ、薔薇の入った箱も用意される。試合が進むたびに薔薇の花びらが散りばめられ、終了後にはマットが花びらでいっぱいになる。

#### インディアン・ムッド・デスマッチ

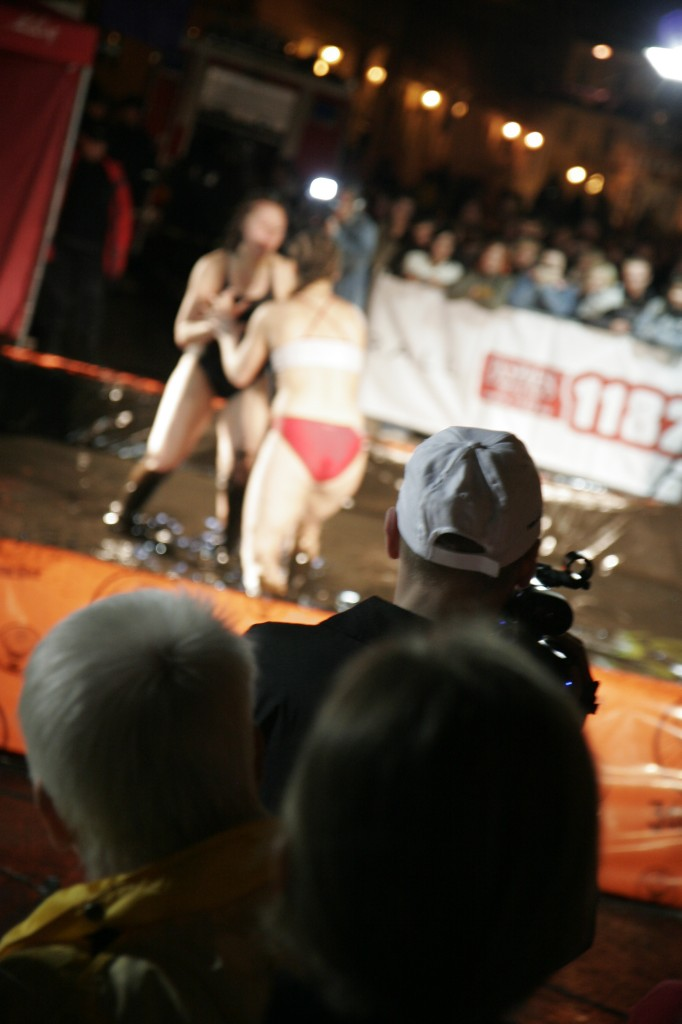
キャットファイトにおけるマッド・デスマッチ（ムッド・デスマッチ）。

リングの上に浅い生簀を作り、その中に粘土と水を練り合わせて泥プールを作り、その中で闘う。五大湖地区におけるタイガー・ジェット・シンとザ・シークの試合などが知られる。
もともとはクシュティの鍛練法を起源としているが、「泥レス」としてしばしばキャットファイトで行われる試合形式である。映画「カリフォルニア・ドールズ」にも登場している。

#### 雪上デスマッチ
キラー・バディ・オースチンとジ・アラスカンの試合が有名。リングの上に万年雪を積んで、その上で闘う。

#### テキサス・プールサイド・デスマッチ
場外にプールがあり、相手からフォールまたはギブアップを奪った後、そのプールに落とせば勝利となる。また、いかなる場合でもプールに落ちると失格。近年のルールでは20カウント以内にプールに落として勝利となっている。JWP女子プロレスが有名（山本雅俊時代における逗子マリーナ大会の名物であったが、後に道場マッチでの簡易プール設置に変更）だが、WARでも実施したことがある。変則でFMWがプール中央にリングを設営した水上デスマッチというものも存在している。2015年から大日本プロレスが定期的に始めた「ポセイドンマッチ」も、プール・バケツ・水鉄砲などで水を大量に使用するため、このデスマッチの派生型とも呼べる。

#### 路上マッチ（路上プロレス）
リングを使用しない試合形式。欧米ではバックヤード（裏庭）レスリングとして2000年代初頭に始まり、日本では2006年にDDT代表の高木三四郎が自著の販促として飯伏幸太戦を東京・中井の書店内、および店頭の道路で行ったことが起源とされる。その後、羽田の鉄工所、キャンプ場、国技館、東京ドームと規模を広げ、2016年には『ぶらり路上プロレス』、2017年には『DDT VS サイバーエージェント 路上プロレス-男色死亡遊戯-』と番組化も果たした。基本的にはマットのないところで行うため、投げ技はリングに比べ数倍のダメージを背負う。日常の中での非日常という試合形式から前述のように訴求力も高いが、使用技を制限されるため、高い技量が必要である。
備品の破損などは御法度とされており、2023年に東海道新幹線車内で行った試合では、車内設備を破損・汚損しないことなどが定められた。また、『ぶらり路上プロレス』では地域や施設に迷惑がかからないよう、使用アイテム（三角コーンなど）は番組制作側で用意していた。
別系統の派生としてビデオ安売王の企画した映像作品、『ケンドー・ナガサキのバーリ・トゥードin商店街』、『IWA JAPANプロレス 一軒家！ 家庭内暴力デスマッチ』、『真FMWターザン後藤in大銭湯プロレス』などがあり、これらに関わった高橋がなりの資金提供を受け、2003年8月に大日本プロレスが後楽園ホール内にプレハブ2階建てを建設し、その中を破壊しながら戦う「一軒家プロレス」が開催されている（映画『あゝ!一軒家プロレス』プロモーションも兼ねていた）。

### 凶器使用型

#### ノーDQマッチ
凶器の使用など、すべての反則が認められたデスマッチ。
DQはDisqualificationの略であり、直訳すると失格がないという意味である。なお、細かい勝利条件には様々な方式があり、フォールやK.O.、ギブアップの有無などは、選手の提唱によって異なる。

#### テーブル・マッチ
勝敗をテーブルの破壊において競うデスマッチ。「テーブルマッチ」の項目も参照。

#### TLCマッチ

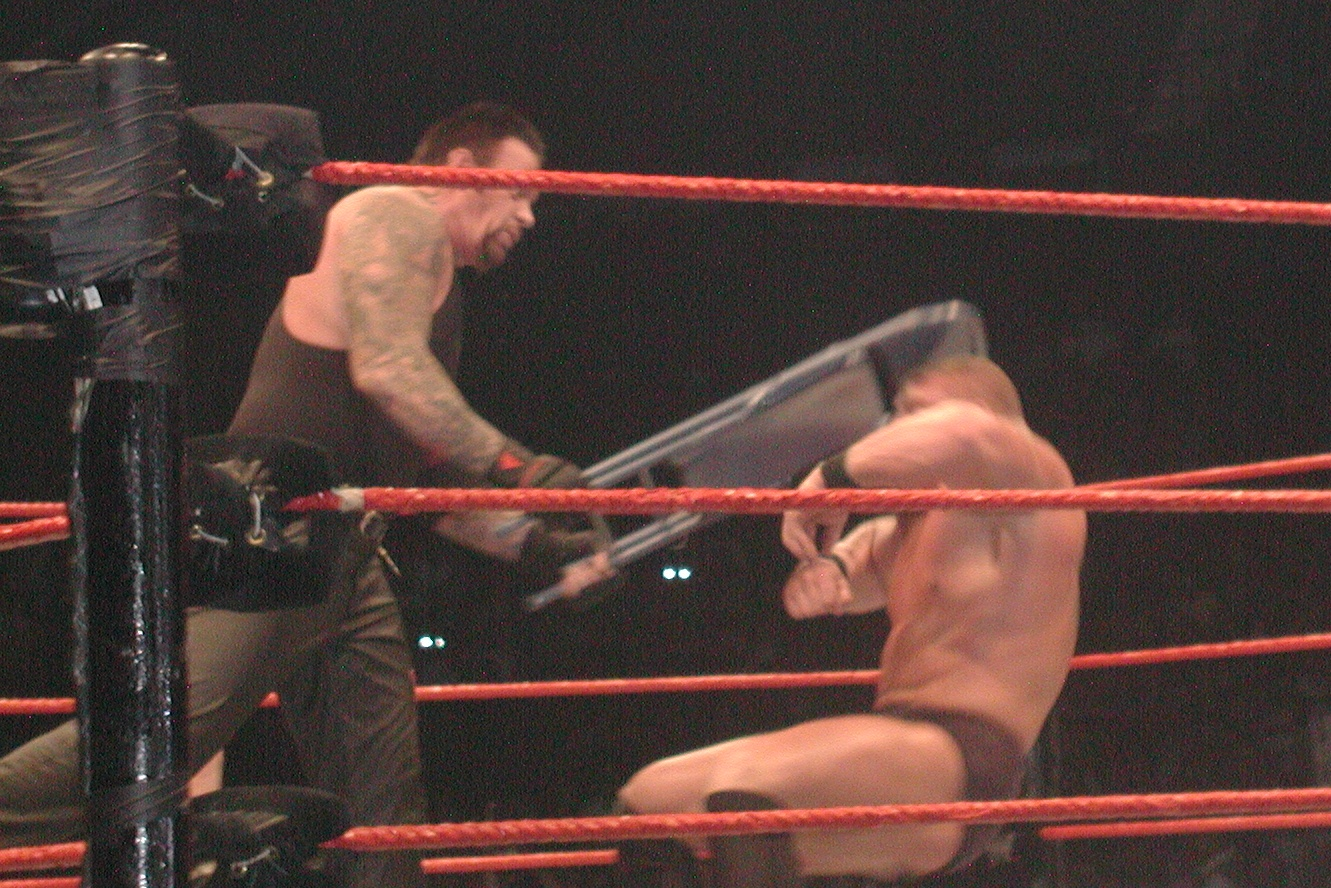
パイプ椅子で攻撃するジ・アンダーテイカー。

Tables（机）、Ladders（梯子）、Chairs（椅子）の3つの凶器の頭文字に由来し、3種の凶器を使い試合をする形式。別名：フル・メタル・メイヘム。TLC戦の項目も参照。

#### オール・ウェポン・デスマッチ
一切の凶器使用が認められる形式。別名フリー・ウェポンデスマッチとも呼ばれる。リングに公認凶器を置くこともある。

#### 凶器観客持ち込みデスマッチ

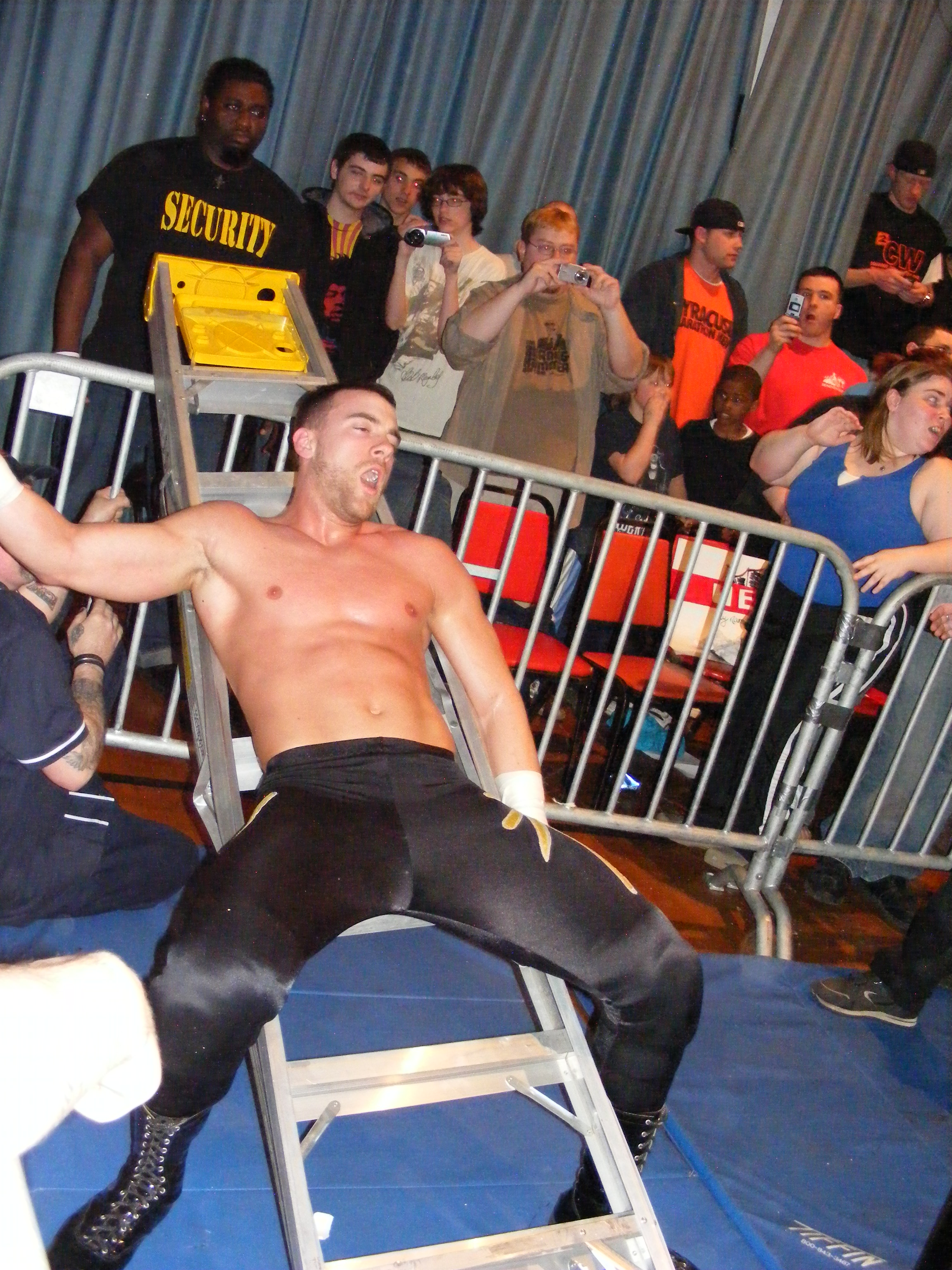
梯子に寝かされるジョン・ウォルターズ。

英語では『ファンズ・ブリング・ザ・ウエポンズ・マッチ』(Fans Bring the Weapons match)といい、観客らから集めた凶器群の入った箱をリング上に置いたうえで行う試合、あるいは単に観客の持ち寄った凶器を受け取りそれを用いて行う試合。凶器は主にホームセンターで入手可能な物が多いが、ファンが手作りの凶器を提供する場合もある（衛生面から食品等は禁止される場合が殆ど）。何が凶器として出てくるか判らないため、難しい試合を強いられる。

日本ではW★INGプロモーションなどで行われたことがあり、DDTプロレスリングではオープンウェポンランブルと題し、試合出場者（チーム戦の場合もあり）が公認凶器を持ち寄り、時間経過とともに順次投入するルール行われている。対戦相手側の持ち込みアイテムは投入時間にしかわからないため、同様の趣旨のルールといえる。

#### スクランブル・バンクハウス・デスマッチ
W★INGプロモーション及びI.W.A.JAPANで盛んに行われたもの。バンクハウス・マッチとは「酒場の喧嘩」という意味で、スクランブルが付かない場合は前述のストリート・ファイト・マッチと同義語。
リングの中央に公認凶器ひとつを置き、選手は入場口で待機して、カウントダウンの合図で試合開始、両者はリングへ駆け込み、公認凶器を奪い合いながら戦うという試合形式。用いられるのは多くの場合、木製バットに有刺鉄線を幾重にも巻きつけた『有刺鉄線バット』である。
公認凶器を天井に吊るし、それをハシゴに上って取る形式や、リング内のコーナーに凶器が詰め込まれた檻を置き、檻と反対側のコーナーにたてられたポールに吊るしてある鍵を取って檻を開け、中に入ってある凶器を使って戦う形式もある。

#### 人毛デスマッチ
当時アイスリボン所属の世羅りさが、2015年6月24日のアイスリボン後楽園ホール大会後に行われた自主興行にて披露（世羅・稲葉雅人・星野勘九郎 vs 成宮真希・木高イサミ・宮本裕向）。
リングサイドに大量の人毛が入った箱を2つ設置し、相手をリングアウトさせ箱の中に放り込んだり、画鋲の要領でリングに撒いて相手を叩きつける。通常のデスマッチとは異なり流血試合にはなりづらいが、シラミが付いている恐れのある大量の毛髪に顔や体を密着させられるため、精神的なダメージは計り知れない。また試合途中でルーレットで決まる「公認凶器」として「洗濯糊（相手の体に塗りつけて人毛ボックスに放り込む）」「アイス選手（星ハム子・松本都を用意）」「両面テープ付きボール（両面テープで人毛を貼り付けて投げつける）」「ボード（有刺鉄線ボードなどでも使われる薄いベニヤ板に洗濯糊を塗って人毛を貼り付ける「人毛ボード」を作り、これを有刺鉄線ボードの要領で使用する）」が登場する。
元々世羅が元タッグパートナーの成宮に対する遺恨精算の手段として後楽園大会での蛍光灯デスマッチを画策、これにアイスの選手やファンから猛烈な反対意見が集まり、更には大日本プロレス所属の星野がメンバーにいることで大日本のファンからも反対意見が出る事態に発展。最終的に佐藤肇社長は、ノウハウ不足や安全性等を理由に許可しないことを決定。これに対して世羅は後楽園大会のボイコットを宣言、退団も視野に入れていた。ところが、アイスと親交のある大日本の登坂栄児社長が協力を申し出たことで事態は急転。登坂社長は、「アイスの大会内ではなく大会後の自主興行として行うこと」、「蛍光灯は許可しない代わりに世羅オリジナルの形式を考案すること」を提案し、世羅はこの提案を受諾。その後世羅が「マッドマックス 怒りのデス・ロード」を見てこの形式を考案したという経緯がある。
当日は安全対策から、最前列･二列目の観客全員に無料でマスクが配布されるなどの措置がとられたほか、人毛を観客に飛ばした選手はギャラを半額没収という罰則が設けられた。またセコンドとして橋本和樹ら大日本選手も複数参加（レフェリーも大日本の李日韓が担当）し、床にはブルーシートが敷かれたものの試合後に会場が汚れるなど悪影響が出たため、会場側の指導により6月24日の1回を以って人毛デスマッチは事実上封印状態となった。

#### 健康サンダルデスマッチ
- 琉球ドラゴンプロレスリングが考案したデスマッチの一種であり、健康サンダルを履いて闘う事がルールになっている